# Storeggaskredet

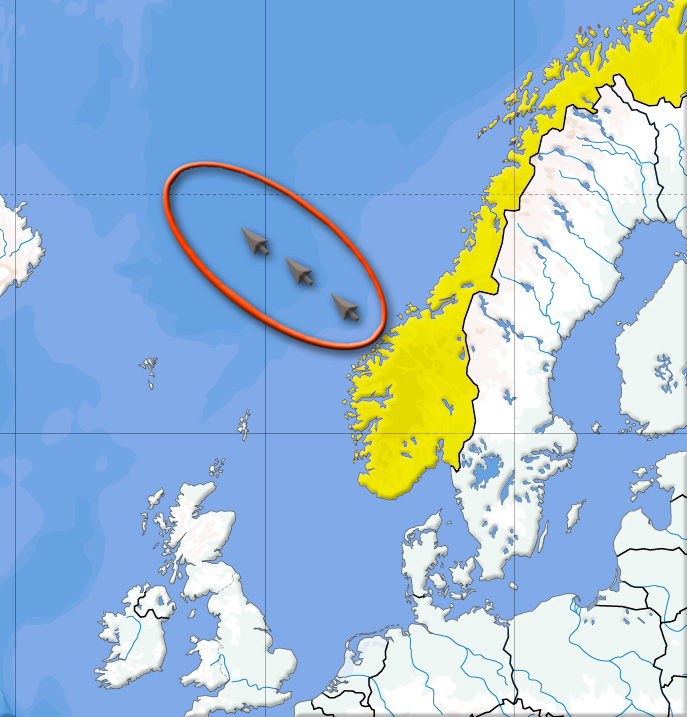
Storeggaskredet

Storeggaskredet är namnet på ett mycket stort undervattensskred utanför Norges kust i höjd med Trondheim som inträffade för 8 000-8 200 år (källorna varierar något) sedan.  Skredet omfattade 3 400 km3 material längs 300 km av kontinentalbranten Storegga och är det största kända undervattensskredet någonsin. Skredet gav upphov till den kraftigast kända tsunamin i norra Europa. Närmast skredet var vågorna 10 till 12 meter höga, men inne i de norska fjordarna nådde vågorna 40 till 50 meters höjd. Man har hittat spår av havsorganismer efter tsunamin i Skottland långt uppe på det skotska höglandet. Skredet fick också till effekt att växthusgasen metan bubblade upp från havsbotten, och därmed steg jordens temperatur kraftigt under en tioårsperiod efter skredet.
Storeggaskredet ledde också till att Doggerland sjönk i Nordsjön.

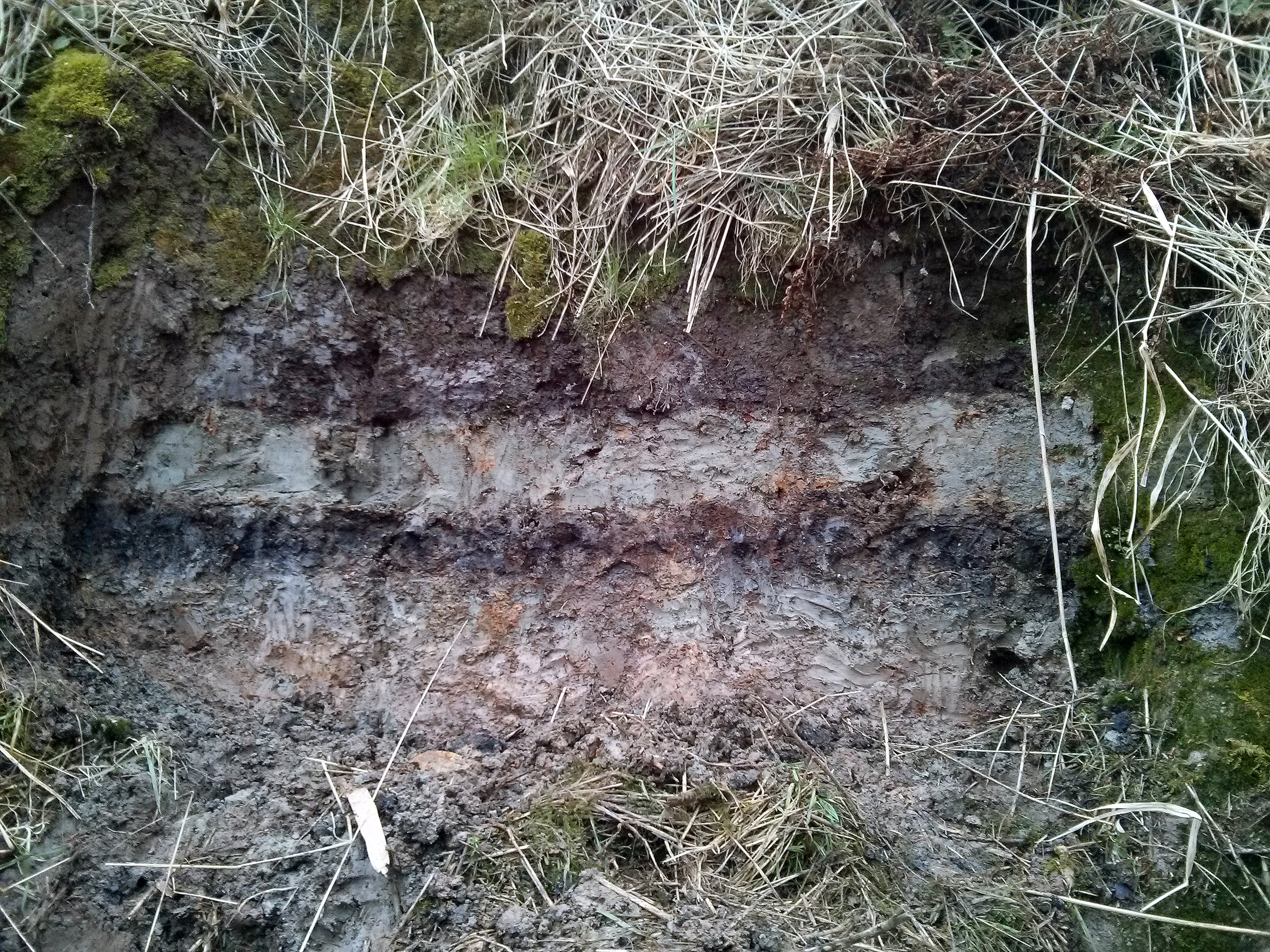
Avlagringar i Maryton, Skottland